# Parrocchia di Tensas
La parrocchia di Tensas (in inglese Tensas Parish) è una parrocchia dello Stato della Louisiana, negli Stati Uniti. La popolazione al censimento del 2000 era di 6 618 abitanti. Il capoluogo è St. Joseph.
La parrocchia (in Louisiana le parrocchie costituiscono un livello amministrativo equivalente a quello delle contee degli altri stati degli USA) fu creata nel 1843.
All'interno del territorio della parrocchia è presente una lanca del fiume Mississippi, con il nome lago Bruin.